# 1811 w sztukach plastycznych
Wydarzenia w sztukach plastycznych i wizualnych w 1811 roku.

## Urodzeni
- 2 stycznia - Uroš Knežević, (zm. 1876), serbski malarz
- 20 marca - George Caleb Bingham, (zm. 1879), amerykański malarz
- 20 marca - Prosper Marilhat, (zm. 1847), francuski malarz i przyrodnik
- 5 kwietnia - Jules Dupré, (zm. 1889), francuski malarz
- 28 lipca - Charles West Cope, (zm. 1890), angielski malarz
- Katarina Ivanović, (zm. 1882), serbska malarka

## Zmarli
John Smart, (ur. ok. 1740), angielski malarz miniatur portretowych